# Gallows (album)
Gallows è il terzo album in studio del gruppo musicale hardcore punk inglese Gallows, pubblicato nel 2012.

## Tracce
1. Victim Culture – 2:55
2. Everybody Loves You (When You're Dead) – 2:22
3. Last June – 2:46
4. Outsider Art – 3:22
5. Vapid Adolescent Blues – 3:04
6. Austere – 2:31
7. Depravers – 2:51
8. Odessa – 2:32
9. Nations / Never Enough – 3:34
10. Cult of Mary – 3:03
11. Cross of Lorraine – 3:12

Durata totale: 32:12

## Formazione
- Wade Macneil - voce
- Laurent "Lags" Barnard - chitarra, cori, tastiere
- Steph Carter - chitarra, cori
- Stuart Gili-Ross - basso, cori
- Lee Barratt - batteria, percussioni